# Coudeville-sur-Mer

Coudeville-sur-Mer este o comună în departamentul Manche, Franța. În 1 ianuarie 2022 avea o populație de 873 de locuitori.